# Aalborg Netavis
Aalborg Netavis var en 14-dages avis, som blev udgivet af Foreningen til forbedret kommunikation i Aalborg. Grundlæggeren var Anders Wested. Det første nummer udkom 1. februar 1978 og indeholdt en kalender for aktiviteter i Aalborg og omegn, arrangeret af venstrefløjen og de alternative bevægelser. Denne arrangementskalender blev i avisens levetid dens bærende element sammen med annoncer for kollektiver.
Netavisen var en del af en ukoordineret modpresse, der var tænkt som et korrektiv til den officielle presse. Andre eksempler var Århus Folkeblad og Ugeavisen København med hvilke Aalborg Netavis sporadisk samarbejdede, f.eks. ved i nogle år at udgive en festivalavis under Roskilde Festival.
De første årgange udkom i A5-format og blev produceret af bladets aktivister. 
Læserindlæg og egentlige journalistiske artikler dukkede siden op, og i avisens sidste leveår blev den trykt i tabloid-format.
Avisens økonomi baserede sig primært på abonnementer af hvilke der højest var 1.300.
Avisen gik ind i 1985.
| Anime eller manga | Spire Denne artikel om medie og kommunikation er en spire som bør udbygges. Du er velkommen til at hjælpe Wikipedia ved at udvide den. |